# Heinrich-Heine-Straße (Berlin)
Die Heinrich-Heine-Straße verläuft im Berliner Ortsteil Mitte von der Köpenicker Straße und Brückenstraße bis zur Prinzenstraße an der Kreuzung mit der Sebastianstraße an der Ortsteilsgrenze zu Kreuzberg. Sie hat ihren Namen nach dem Dichter Heinrich Heine (1797–1856).

## Geschichte

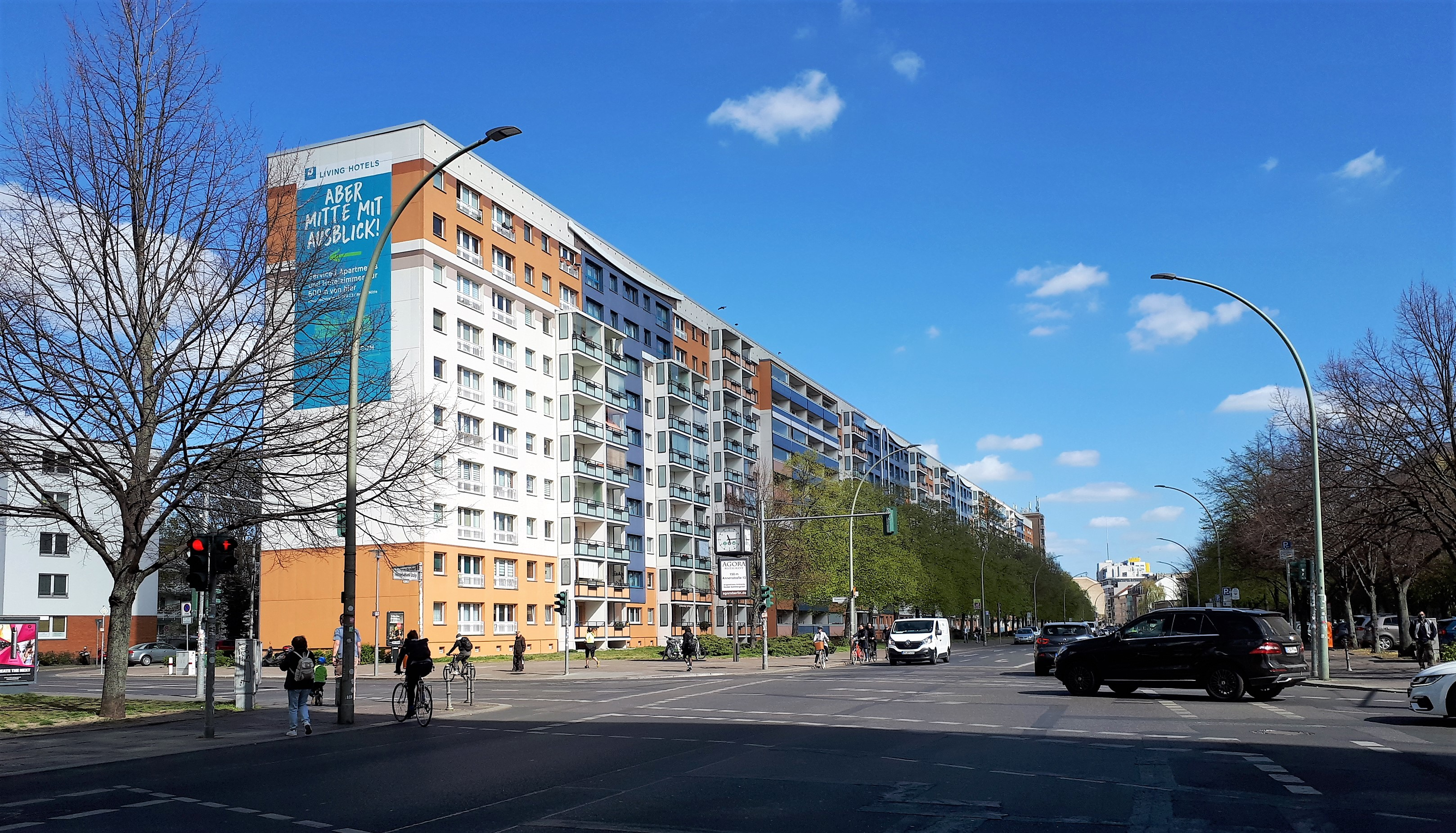
Heinrich-Heine-Straße Ecke Annenstraße, 2020

Angelegt wurde die heutige Heinrich-Heine-Straße zunächst 1843 auf dem Firmengrundstück des Fabrikbesitzers George Christian Neander (1784–1854) und führte erst nur bis zur Annenstraße. Dieser Abschnitt erhielt den Namen Neanderhof, dann Neanderstraße und setzte die seit Anfang der 1820er Jahre bestehende Brückenstraße gradlinig fort. Der weiterführende Abschnitt bis zum Landwehrkanal entstand in den Folgejahren und wurde 1849 als Prinzenstraße benannt.
In den 1870er Jahren produzierte der Pionier und Erfinder Johannes Miesler mit seiner Kunstanstalt J. Miesler in der Neanderstraße 37 etwa chromolithographierte Ansichtskarten.

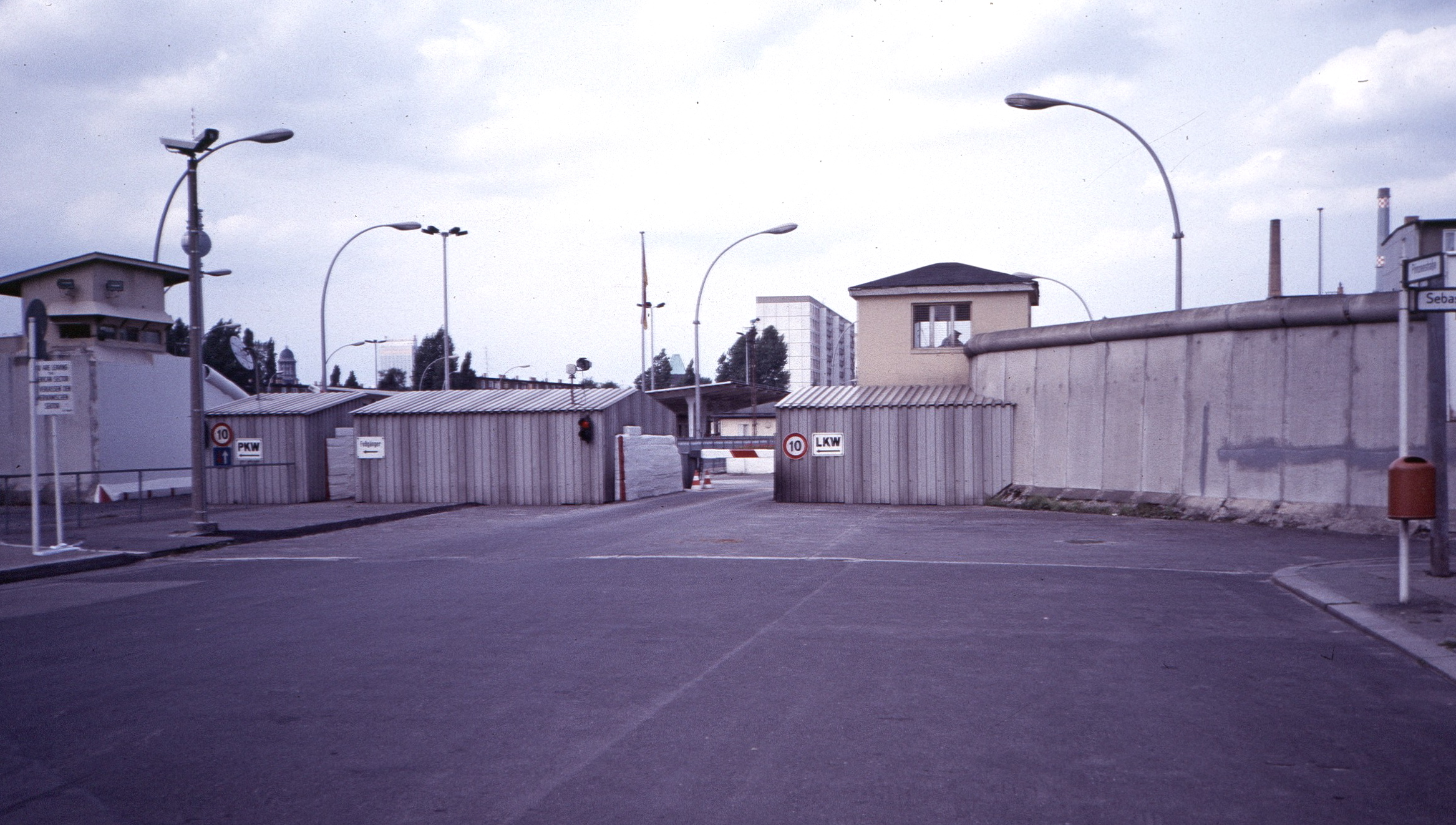
Grenzübergang Heinrich-Heine-Straße (von Kreuzberg aus gesehen), 1986

Den heutigen Namen erhielt die Straße durch den Beschluss des Magistrats vom 22. Juli 1960; der im damaligen Ost-Berliner Stadtbezirk Mitte liegende Abschnitt der Prinzenstraße und die Neanderstraße wurden zusammengefasst. An ihrem südlichen Ende befand sich bis zum Fall der Berliner Mauer im Jahr 1989 ein Grenzübergang.
Nach der Einführung der Plattenbauweise, die vor allem in Bebauungsgebieten aus größeren zusammenhängenden möglichst unbebauten Flächen effektiv angewendet werden konnte, wurde das Heine-Viertel in den Jahren 1959–1961 am südlichen Ende der Straße direkt an der Grenze zu Kreuzberg mit Bauten des Typs Q3A errichtet. Später wurde der restliche nördliche Teil dieser Straße, der ab Heine-Viertel in Richtung Köpenicker Straße verläuft, ebenfalls mit Großblockbauten versehen.
Unter der Heinrich-Heine-Straße verläuft der U-Bahn-Tunnel der Linie U8. Der U-Bahnhof Heinrich-Heine-Straße war in der DDR als „Geisterbahnhof“ nicht zugänglich. Er wurde allerdings von den Grenztruppen als Ein- und Ausgang zum Wachdienst unter der Erde benutzt.

## Sonstiges
Im Jahr 1985 fanden am Grenzübergang Dreharbeiten der Rockband Marillion für das Musikvideo zum Titel Kayleigh statt.